# ボリス・コジェヴニコフ
ボリス・ティホノヴィチ・コジェヴニコフ（Борис Тихонович Кожевников バリース・チーハナヴィチ・カジェーヴニカフ、ラテン文字転写の例：Boris Tikhonovich Kozhevnikov、1906年12月13日 - 1985年4月8日）はソビエト連邦の作曲家、指揮者。
日本においては、ラテン文字表記からボリス・コゼフニコフと誤読されていることも多い。

## 来歴
ノヴゴロドに生まれ、ハルキウの音楽演劇大学で作曲と指揮を学び、1933年に卒業した後モスクワの軍楽学校に進んだ。1940年からモスクワ音楽院の教職に就く。また、いくつかの劇場で指揮者を務めた。
管弦楽曲や歌曲などの作品があり、特に吹奏楽曲は5曲の交響曲をはじめ行進曲、序曲、交響詩、狂詩曲、組曲など70曲以上作曲しているが、それらは編成や楽譜の流通の問題から旧ソ連以外ではほとんど演奏されていない。

## 主要作品

### 管弦楽曲
- ウクライナの主題による舞踏組曲 (Танцевальная Сюита на Украинские Темы)
- シンフォニエッタ (Симфониетта)
- 喜びの序曲 (Радостная Увертюра)
- トランペット協奏曲 (Концерт для Трубы и Симфонического Оркестра)

### 吹奏楽曲
- 交響曲第1番 (Симфония № 1)
- 交響曲第2番「勝利」 (Симфония № 2 «Победная»)
- 交響曲第3番「スラヴャンスカヤ（スラヴ風）」 (Симфония № 3 «Славянская»)

アメリカ海兵隊軍楽隊の指揮者ジョン・ブージョアがアメリカ式編成用に編曲した楽譜が出版されており、これは日本を含め各地で演奏、録音されている。
- 交響曲第4番 (Симфония № 4)
- 交響曲第5番「バム鉄道建設労働者たちに捧ぐ」 (Симфония № 5 «Посвящённая Строителям БАМа»)
- 祝典序曲 (Праздничная Увертюра)
- ロシア幻想曲 (Русская Фантазия)
- 愛国的序曲 (Патриотическая Увертюра)